# Bundesautobahn 895
Bundesautobahn 895 (Abkürzung: BAB 895) – Kurzform: Autobahn 895 (Abkürzung: A 895) – war der Projektname einer geplanten Autobahn südwestlich von Ulm, welche die ebenfalls geplanten Autobahnen 86 und 89 verbinden sollte. Heute verläuft auf dieser Trasse die K 9915. Sie verbindet die heute als Autobahnersatz ausgebauten Bundesstraßen 311 und 30.